# Irlandzcy Ochotnicy
Irlandzcy Ochotnicy (irl. Óglaigh na hÉireann, ang. Irish Volunteers) – irlandzka organizacja paramilitarna.

## Historia
Grupa powstała w listopadzie 1913 roku w Dublinie. W połowie 1914 roku liczba jej członków osiągnęła 160 tysięcy. Po serii rozłamów liczba bojowników formacji drastycznie się obniżyła. W 1916 roku grupa liczyła około 15 tysięcy członków. Irlandzcy Ochotnicy wzięli udział w powstaniu wielkanocnym. W 1916 roku zjednoczyli się z Irlandzką Armią Obywatelską, tworząc Irlandzką Armię Republikańską (IRA).